# Clássico da Zona Oeste
Não confundir com o Clássico do Oeste.
O Clássico da Zona Oeste (também chamado Clássico do Oeste da Grande Buenos Aires) é um confronto de grande rivalidade disputado nos campeonatos de acesso do futebol argentino, entre Deportivo Morón e Almirante Brown. Ambos os clubes estão sediados na zona oeste da Grande Buenos Aires (conurbano da Província de Buenos Aires), mas em diferentes cidades, Almirante Brown pertencente à Isidro Casanova, enquanto que Deportivo Morón à cidade de Morón.

## História
O Club Almirante Brown foi fundado em 17 de janeiro de 1922, enquanto que o Club Deportivo Morón foi fundado em 20 de junho de 1947, mas não se enfrentaram até 1957 quando Almirante Brown subiu à Segunda de ascenso, hoje chamada Primeira C e em 20 de julho desse mesmo ano enfrentaram-se pela primeira vez na 14º rodada, no Estádio Francisco Urbano, nesse primeiro confronto a vitória foi do Almirante Brown por 1 a 0, acabando com a invencibilidade de Deportivo Morón, que não havia perdido no seu estádio naquela temporada.
A a verdadeira inimizade nasceu uma temporada depois, em 10 de janeiro de 1959, quando Almirante Brown vencia por 2 a 0. O segundo gol foi a pedra do escândalo e o nascimento dessa rivalidade, porque os jogadores do Deportivo Morón disseram que o autor desse gol estava em posição de impedimento. Todos os jogadores foram rapidamente para cima do árbitro da partida, José Iacovino, que expulsou Molteni (jogador de Deportivo Morón), que posteriormente foi suspenso pelo Tribunal de Justiça Desportiva por 30 jogos, e encerrou a partida com o resultado de 2 a 0. Esse fato fez com que a torcida do Deportivo Morón inflamar-se e provocar sérios incidentes com a polícia, o que obrigou a suspensão da partida, nascendo dessa maneira uma grande rivalidade entre ambos os clubes.
Os incidentes nos confrontos entre estas duas equipes seriam uma constante durante muitos anos até a suspensão do público visitante nos torneios de acesso. O pico de violência em um clássico ocorreu em 16 de dezembro de 2001, quando as torcidas saíram do estádio. Ali generalizou-se incidentes entre a polícia e os simpatizantes de Deportivo Morón e um desses torcedores, Mariano Guaraz, de 17 anos, recebeu três tiros que provocaram sua morte.

## Retrospecto
| Campeonato | Jogos | Vitórias do Deportivo Morón | Vitórias do Almirante Brown | Empates | Gols de Deportivo Morón | Gols de Almirante Brown |
| ---------- | ----- | --------------------------- | --------------------------- | ------- | ----------------------- | ----------------------- |
| Total      | 91    | 29                          | 19                          | 43      | 155                     | 101                     |

| Deportivo Morón | Almirante Brown |